# Supercoupe d'Allemagne de football 1990
La Supercoupe d'Allemagne 1990 (allemand : DFB-Supercup 1990) est la quatrième édition de la Supercoupe d'Allemagne, épreuve qui oppose le champion d'Allemagne au vainqueur de la Coupe d'Allemagne. Disputée le 25 juillet 1990 au Wildparkstadion de Karlsruhe devant 27 000 spectateurs, la rencontre est remportée par le Bayern Munich aux dépens du Karlsruher SC.

## Feuille de match
| 25 juillet 1990 | Bayern Munich                                    | 4-1   | Karlsruher SC | Wildparkstadion, Karlsruhe                         |                                                    |
|                 | Reuter 6e · Kohler 19e · Bender 28e · Strunz 45e | (4-0) | 62e Kuntz     | Spectateurs : 27 000 Arbitrage : Hans-Jürgen Weber | Spectateurs : 27 000 Arbitrage : Hans-Jürgen Weber |

| Munich | Karlsruher |

| Gardien de but |  | Raimond Aumann     |  |     |
| D              |  | Klaus Augenthaler  |  |     |
| D              |  | Roland Grahammer   |  |     |
| D              |  | Jürgen Kohler      |  |     |
| D              |  | Hans Pflügler      |  |     |
| M              |  | Stefan Reuter      |  |     |
| M              |  | Thomas Strunz      |  |     |
| M              |  | Manfred Bender     |  | 68e |
| M              |  | Stefan Effenberg   |  |     |
| A              |  | Brian Laudrup      |  |     |
| A              |  | Radmilo Mihajlović |  | 74e |
| Remplaçants :  |  |                    |  |     |
| M              |  | Michael Sternkopf  |  | 68e |
| A              |  | Roland Wohlfarth   |  | 74e |
| Entraîneur :   |  |                    |  |     |
| Jupp Heynckes  |  |                    |  |     |

| Gardien de but      |  | Gerald Ehrmann  |  |     |
| D                   |  | Reinhard Stumpf |  | 30e |
| D                   |  | Miroslav Kadlec |  |     |
| D                   |  | Roger Lutz      |  |     |
| M                   |  | Uwe Scherr      |  | 56e |
| M                   |  | Thomas Dooley   |  |     |
| M                   |  | Rainer Ernst    |  |     |
| M                   |  | Markus Schupp   |  |     |
| M                   |  | Markus Kranz    |  |     |
| A                   |  | Demir Hotić     |  |     |
| A                   |  | Stefan Kuntz    |  |     |
| Remplaçants :       |  |                 |  |     |
| D                   |  | Axel Roos       |  | 30e |
| M                   |  | Guido Hoffmann  |  | 56e |
| Entraîneur :        |  |                 |  |     |
| Karl-Heinz Feldkamp |  |                 |  |     |